# Joey Galloway
Pour les articles homonymes, voir Galloway (homonymie).
(en) Statistiques sur pro-football-reference
Joey Galloway est un joueur américain de Football américain né le 20 novembre 1971 à Bellaire (Ohio).

## Biographie

### Carrière universitaire
Il joua avec les Ohio State Buckeyes.

### Carrière professionnelle
Il fut drafté au 1er tour (8e choix de draft) par les Seahawks de Seattle en 1995.
Galloway a dépassé quatre fois les 1 000 yards par saison.